# Sangiaccato di Cenad
Il sangiaccato di Cenad (in turco Çanad sancağı, Liva-i Çanad) era un sangiaccato (distretto) dell'Impero ottomano situato nell'attuale Banato settentrionale (corrispondente alla Serbia settentrionale, all'Ungheria meridionale e alla Romania nordoccidentale), con centro a Cenad (in ungherese Csanád, in Romania). Il Regno dell'Ungheria orientale, stato vassallo dell'Impero ottomano nella prima metà del XVI secolo, perse il territorio nel 1552, quando fu organizzato nell'eyalet di Temeșvar. Fu uno dei quattro sangiaccati dell'eyalet di Temeșvar nel 1550, uno degli undici sangiaccati nel 1699, uno dei cinque nel 1700-1701, uno dei sei nel 1701-1702, fino alla sua abolizione nel 1707, diventando infine un sotto-distretto del Sangiaccato di Temeşvar. Fu in seguito conquistato dagli Asburgo e organizzato nel Comitato di Csanád.